# Peierls-Spannung
Die Peierls-Spannung {\displaystyle \tau _{\mathrm {PN} }} (auch als Gitterreibungsspannung bekannt) ist die Schubspannung, die benötigt wird, um eine Versetzung innerhalb einer Ebene von Atomen in der Einheitszelle zu bewegen. Die Größe variiert periodisch, während sich die Versetzung innerhalb der Ebene bewegt. Die Peierls-Spannung hängt von der Größe und Breite einer Versetzung und dem Abstand zwischen den Ebenen ab. Aus diesem Grund nimmt die Peierls-Spannung mit zunehmendem Abstand zwischen den Atomebenen ab. Da jedoch der Abstand zwischen den Ebenen mit der atomaren Dichte in der Ebene zunimmt, wird das Gleiten der Versetzung auf dicht gepackten Ebenen bevorzugt.
Die Peierls Spannung wurde erstmals im Jahr 1940 von Rudolf Peierls beschrieben und 1947 von Frank Nabarro überarbeitet und erweitert. Heute wird sie deshalb mitunter auch Peierls-Nabarro-Spannung genannt.

## Peierls–Nabarro Spannungsproportionalität
Es gilt:
{\displaystyle \tau _{\mathrm {PN} }\propto Ge^{-{\frac {2\pi W}{b}}}}
mit
- dem Schubmodul {\displaystyle G}
- der Versetzungslänge {\displaystyle W={\frac {d}{1-\nu }}}
  - dem Gitterparameter {\displaystyle d}
  - der Poissonzahl {\displaystyle \nu }
- dem Betrag {\displaystyle b} des Burgersvektors.

Für das kubisch-primitive Gitter muss mindestens {\displaystyle \tau _{\mathrm {PN} }} aufgewendet werden, um eine Versetzung um einen Gitterparameter zu verschieben:
{\displaystyle \tau _{\mathrm {PNkp} }={\frac {2}{1-\nu }}G\,e^{-{\frac {2{\pi }W}{b}}}}
Für kfz- und hdp-Metalle ist {\displaystyle \tau _{\mathrm {PN} }} aufgrund ihrer dichten Atompackung sehr klein: {\displaystyle \tau _{\mathrm {PNkp} }\approx 10^{-5}G}.
Bei Metallen mit Diamantstruktur ist {\displaystyle \tau _{\mathrm {PN} }}{\displaystyle \approx 10^{-2}G}.
krz-Gitter liegen dazwischen.

## Die Peierls-Spannung und die Sensitivität der Elastizitätsgrenze
Die Peierls-Spannung bezieht sich auch auf die Temperatursensitivität der Streckgrenze eines Werkstoffes, da auch sie sowohl von der atomaren Nahordnung als auch von der atomaren Bindungsstärke abhängt. Mit zunehmender Temperatur nimmt die Schwingung der Atome zu, somit sinken sowohl die Peierls-Spannung als auch die Streckgrenze als Folge der geringeren atomaren Bindungsstärke.